# Nikola Ignjatijević
Nikola Ignjatijević (in serbo Никола Игњатијевић?; Požarevac, 12 dicembre 1983) è un allenatore di calcio ed ex calciatore serbo, di ruolo difensore.

## Carriera

### Giocatore
Ha giocato nella massima serie dei campionati serbo, rumeno, ucraino e bielorusso.